# Hans Linck
Hans Linck (* 1. Januar 1863 in Rostock; † 14. Dezember 1945 ebenda) war Jurist und Mitglied des Deutschen Reichstags.

## Leben
Hans Linck besuchte das Gymnasium zu Rostock von 1872 bis 1881, die Universitäten Rostock Winter 1881/82, Universität Heidelberg Sommer 1882, Berlin Winter 1882/83, Tübingen Sommer 1883, Rostock Winter 1883/84 bis Ostern 1885. In Heidelberg trat Linck der Studentenverbindung Leonensia bei. Referendar war er von 1885 bis 1889 und Rechtsanwalt und Notar in Rostock von 1889 bis 1898. Danach war er Senator in Rostock von 1898 bis 1902 und danach Ratssyndikus daselbst.
Von 1907 bis 1912 war er Mitglied des Deutschen Reichstags für den Reichstagswahlkreis Großherzogtum Mecklenburg-Schwerin 5 (Rostock, Doberan) und die Nationalliberale Partei.
Er ist der Vater der Kinderbuch-Autorin und -Illustratorin Ilse Linck.